# Barrali
Barrali é uma comuna italiana da região da Sardenha, na província da Sardenha do Sul, com cerca de 1.076 habitantes. Estende-se por uma área de 11 km², tendo uma densidade populacional de 98 hab/km². Faz fronteira com Donorì, Ortacesus, Pimentel, Samatzai, Sant'Andrea Frius.

## Demografia
| Variação demográfica do município entre 1861 e 2011                               |
|                                                                                   |
| Fonte: Istituto Nazionale di Statistica (ISTAT) - Elaboração gráfica da Wikipedia |